# Arkimandrit
Arkimandrit är en östlig ortodox eller östlig katolsk abbot som förestår ett kloster eller är överabbot för en samling kloster. Ibland är det även en hederstitel på andra män inom en kyrka och klosterväsende.